# Victor Ekeståhl Jonsson
Victor Ekeståhl Jonsson, född 20 oktober 1993, är en svensk ishockeyspelare. Han är äldre bror till den professionella ishockeyspelaren Lucas Ekeståhl Jonsson.